# Adorabili e bugiarde
Adorabili e bugiarde è un film del 1958 diretto da Nunzio Malasomma.

## Trama
Marisa, Paola e Anna sono tre belle ragazze (un'indossatrice, una giornalista e una pittrice) insoddisfatte delle loro professioni e in cerca di visibilità. Per ottenerla decidono di inscenare un rapimento per attirare l'attenzione della stampa: al termine l'inganno verrà scoperto, ma le tre donne otterranno ugualmente dei vantaggi.

## Produzione
Il film era stato annunciato col titolo di Ragazze-brivido

## Critica
(Critica de La Stampa del 29 agosto 1958)